# Dibrometo de 4,4'-bifenacilo
Dibrometo de 4,4'-Biacetofenona, referido como Dibrometo de 4,4'-bifenacilo. É uma Bromoacetofenona oxidada no seu quarto carbono do anel aromático.